# 王军涛
王军涛（1958年7月11日—），生于中國南京市，毕业于北京大学、哈佛大学肯尼迪政府学院和哥伦比亚大学，为中国民主活动家，现与王有才一同出任中国民主党全国委员会共同主席。

## 生平

### 早年生涯
1958年7月11日，王军涛出生在南京市( 一說北京市 )。1978年，他考入北京大学技术物理系，后来获得哈佛大学肯尼迪政府学院公共管理专业硕士，哥伦比亚大学政治系比较政治专业博士。

### 政治生涯
1976年4月16日，王军涛第一次入狱，当时是北京市十一学校17岁高中生。因在清明节组织两个班学生到天安门广场活动，并张贴四首诗词，被四人帮势力指定为反革命事件的幕后策划者、现场指挥者和反动诗词制造者，关押在北京市海淀区看守所至11月24日获释。其後曾任北京《经济学周报》副主编。
1989年六四事件后在国内逃亡，12月4日，中共保守派指责王军涛“是煽动、组织、指挥反革命暴乱的重要案犯”。1990年11月24日，王军涛第二次被捕入狱并以颠覆政府罪、反革命宣传煽动罪被判刑13年。1991年獲頒国际新闻自由奖。，1994年以保外就医的名义被直接从监狱送上飞机飞往美国，自此展開流亡生涯。
2008年3月，《北京之春》4月号上，王军涛与王丹、杨建利、胡平、郭罗基、陳一諮、吾尔开希、张伟国、刘刚、陈小平、吴仁华、刘念春、傅申奇、易改、蔡桂华、魏泉宝十六人联名，向中国外交部发出公开信。要求政府依照宪法和法律，以及对国际社会的义务，恢复或者延期他们的中国护照，可以自由进出国境、行使公民权利。据吴仁华所述，他“持有效护照出国但是不准回国，以致后来护照过期”，成为事实上的无国籍。
2006年，王军涛獲美國哥倫比亞大學政治學博士。2006年10月，王军涛擔任紐西蘭坎特伯雷大學當代中國的文宣與思想工作研究計畫的博士後研究員。
2010年4月4日，王军涛在美国纽约中国民主党全国委员会特别代表大会上，与王有才当选中国民主党全国委员会共同主席。
王军涛现居美国新泽西州，为中国青年网友发起的茉莉花行动提供咨询和意见。

## 評論
2003年5月30日，封從德在《六四檔案》說，他在2000年6月讀了王軍濤在《大家論壇》上與網友討論的內容及王軍濤在《多維新聞網》上反思六四事件的文章，發覺其中陳述的部分六四關鍵史實不甚準確、乃至顛倒，「尤其是說李鵬已經讓步而學生不讓、以及薊門會議上誰主張撤等幾大關節處」，「妖魔化學運者立即拍手稱快，紛紛佐其言以為中共開脫，責難學運」；封從德提出42個問題，要與王軍濤共同比對史實。
2013年12月，王軍濤訪問臺灣時，在苗栗縣「竹南咖啡」見到五、六十位沒有政治權力位置的年輕人熱烈討論國事，他說：「丟鞋，表示care國家前途！」

## 家庭
王军涛的妹妹叫王雪淑，他的父亲2013年1月11日在北京市逝世，曾出任中国国防大学政治学院院务部政委。